# تاتارلی (جیحان)
تاتارلی (به ترکی استانبولی: Tatarlı) یک منطقهٔ مسکونی در ترکیه است که در جیحان واقع شده‌است.